# César Garin
César Garin (Arvier, Itália, 16 de dezembro de 1879 - Paris, 27 de março de 1951) foi um ciclista franco-italiano, que atuou entre os anos de 1889 a 1906.
É o irmão dos também ciclistas profissionais Maurice Garin e Ambroise Garin.

## Resultados
- 1904 2º Paris - Roubaix (França)
- 1904 3º general antes diqualificaçao